# Samac (1976.)
Samac je hrvatska televizijska drama iz 1976. godine, autora Marija Fanellija prema scenariju Kazimira Klarića. Premijerno prikazana 22. studenoga 1976. na Televiziji Zagreb. Sniman je većinom u radnoj organizaciji "Kordun"u Karlovcu, dok posljednje sekvence filma snimane su u zagrebačkom restoranu "Pivovara" i Jadran filmu. Film je iste godine dobio nagradu grada Zagreba.
Ponovo je prikazan 28. listopada 2024. na Trećem programu HRT-a.

## Radnja
Radnja se odvija oko Đure Markića, bivšeg vrsnog majstora na brusilici, koji sada radi kao portir. Đuro, nezadovoljan podstanarskim životom koji mu je dosadio, pokušava pronaći stan, ali se suočava s brojnim preprekama. Smještena u radnoj organizaciji, priča prikazuje društvene promjene i pojavu nove kategorije ljudi – beskrupuloznih i proračunatih pojedinaca koji, iako izgledaju srdačno i uvijek su uredni, ne pokazuju nikakvo suosjećanje za radnike. Ti samoprozvani zastupnici radničke klase koriste birokratska pravila i nerazumljive zakonske odredbe kako bi održali svoju vlast i kontrolu.

## Glumačka postava
- Milan Srdoč kao portir Đuro Markić
- Božidar Smiljanić kao sekretar tvornice Ilija
- Vanja Drach kao direktor tvornice
- Mustafa Nadarević kao Drago
- Zlatko Madunić kao predsjednik komisije Slavko
- Fabijan Šovagović kao pjesnik Damir
- Boris Buzančić kao poslovni partner
- Kruno Valentić kao portir Ivo
- Zdenka Trach kao Marija Gladić
- Ana Karić kao Ana
- Lela Margitić kao sekretarica Lela
- Neva Bulić kao daktilografkinja Jelena
- Edo Peričević kao predsjednik sindikata
- Zvonimir Torjanac kao radnik Vlado
- Vladimir Puhalo kao radnik
- Sabrija Biser kao Luka
- Dragan Sučić
- Danko Ljuština
- Rajko Bundalo kao konobar

## Vanjske poveznice
- Samac u internetskoj bazi filmova IMDb-a